# おいでよ宮城
おいでよ宮城（おいでよみやぎ、1986年 - ）は、東京都在住の役者・料理人・ゆるキャラプロデューサーである。通称おい宮さん（おいみやさん）。
Twitterアカウント群・おいでよの一つである「おいでよ宮城」を運用している。宮城県名取市出身。

## 来歴
1986年、宮城県名取市生まれ。仙台第一高校卒業後、2004年に上京。
塾講師や料理人として働きつつ、空手選手や舞台俳優としても活動していた。2014年には東日本大震災を扱った舞台「What a wonderful world」に出演し、宮城県について深く考える契機になったという。
2011年の東日本大震災後には仕事を1か月休み、名取市閖上でがれき撤去のボランティアをするなど、宮城について考えることが多くなった。しかしなかなか帰省する機会はない自分に向けて2013年にTwitterにて「おいでよ宮城」を開設。以後「おいでよ宮城」の芸名で活動するようになる。
2015年には仙台の観光関連の会社に就職。2年間仙台で観光PRをしたのちに、2017年に再び上京。現在は銀座の人気寿司店で板前をしている。
2017年にはTwitterアイコンに使っていた宮城のゆるキャラ「ケヤッキー」がおいでよ宮城公式キャラクターに就任、以後ニュースサイト仙台つーしんと協力してケヤッキーの様々な活動をプロデュースをしている。

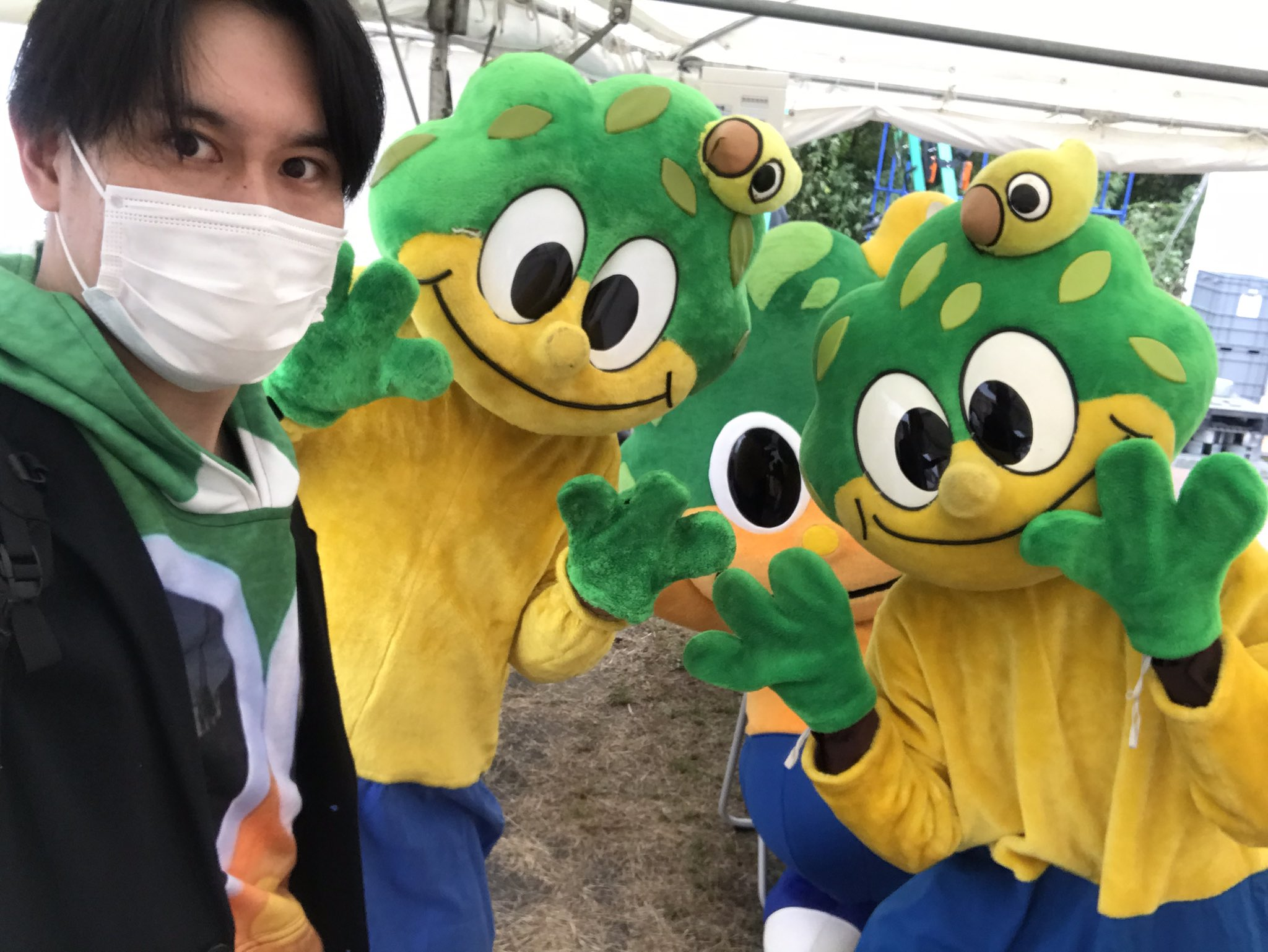
イベントにてケヤッキーたちと

## 人物
外国語が非常に堪能。南米でのバックパッカー中に覚えたスペイン語のほか、英語、ドイツ語、韓国語で日常会話ができる。武将隊時代は旅行客に直接諸外国語で観光案内をしていた。
台湾メディアによる取材に対して、中国語は話せないと答えているが、文字でのやりとりは可能で、中国語の注音符号も使いこなしている。
自分のテーマ曲としてMONKEY MAJIKの「Change」を挙げている。

## おいでよ宮城（Twitter）
2013年にアカウントを開設したおいでよの古参アカウントの一つ。アイコンはおいでよ宮城公式キャラクターであるケヤッキー。
先行するおいでよを模倣する形で「宮城に帰らない自分に向けたメッセージ」「故郷である宮城に興味を持ってもらいたい」として運用を始めた。
自動でTweet、Reply、Retweetをするので、おいでよの中でも特に投稿が多い。
海外経験と語学能力を生かしておいでよで唯一外国語展開しており、繁体中文版、韓国語版、英語版、広東語版アカウントが同時に運用されている。

## その他の実績
- 東京2020オリンピック 宮城県聖火ランナー[6]
- 2017年仙台流行語大賞受賞「おい宮さん」[18]
- 2019年東北流行語4位入賞「ケヤッキー」[19]

## 出演

### テレビ
- NHKてれまさむね（2017年12月[20]、2018年3月[21]）

### 舞台
- What a wonderful world

### 武将隊
- 伊達武将隊